# Мечка (област Русе)
 За другото българско село вижте Мечка (Област Плевен).  
Мѐчка е село в Северна България. То се намира в община Иваново, област Русе.

## География
На около 22 км югозападно от гр. Русе, близо до брега на река Дунав, свързани като едно цяло със забележително красива природа и исторически ценности се намират селищно образувание Стълпище и село Мечка.

## История
По исторически данни може да се съди, че околностите на с. Мечка са заселени преди 2500 г. пр. Хр. и през изтеклите епохи са представлявали важни населени места и крепости на илири и траки, на римляни и византийци, на славяни и българи.
Край селото има останки от древна римска крепост, наречена Тримамиум. Кастелът е бил част от долнодунавската укрепителна система на римската империя. През 2005 г. учените откриха уникален шестредов надпис, съхраняван днес в Русенския исторически музей.
Исторически паметник в чест на загиналите войни за освобождението на България през Руско-турската война /1877 – 1878 г./ е издигнат на 1,5 км от с. Мечка по пътя към с.о. Стълпище, на мястото, където са се водили най-значимите боеве за освобождението на Русе. Построен е през 1900 по типов проект на седемте еднакви паметника в България: Орлово гнездо, Свищов, Плевен, Стара Загора, Шейново, Лом черковна и Мечка.
Голямото стратегическо значение на боевете край с. Мечка и тяхната важност е почетена от плевенския мавзолей, на фасадата на който в околовръст е написано: „В памет на загиналите освободители при Шипка, Плевен, Мечка и Стара Загора“.
В памет на загиналите лекари и офицери в местността „Лагера“ в землището на с. Мечка е построен и т.нар. „Докторски паметник“ в Докторската градина в София, на едната страна на когото е написано: „Въ памѣть на загиналитѣ офицери, лекари и войници край с. Мечка близо до Русчукъ“.
Повече за историята на село Мечка и за прочутите ноемврийски и декемврийски сражения за Освобождението на България през 1877 година, които са сравнявани с тези на Шипка и Плевен, можете да научите от библиотечния фонд на Читалището.

## Културни и природни забележителности
- Църковният храм „Св. св. Петър и Павел“ в с. Мечка е завършен, осветен и действа като такъв от 1925 г. Храмът е построен в тип „Византийски стил“ и е с висока архитектурна стойност. Известен е като един от най-красивите храмове на територията на община Иваново, и е най-голямата гордост за местното население и културната история на с. Мечка.

- Природна забележителност „Побит камък“. И днес, на самия бряг на р. Дунав, 30 – 40 метра навътре към местността Стълпище, се извисяват два големи каменни стълба, дали турското име на местността, което се помни и днес – Декили таш (Побит камък). Това име е заменено със сегашното – Стълпище. Образуването на двата побити камъка е от предисторически времена (мезозойската ера). Вероятно те са части от измити скали от т.нар. антейски варовик. Двата камъка имат различна форма и големина – единият е висок 2,5 м, а другият – 12 м. Предполага се, че големият камък е използван за наблюдателен пост през римското владичество. Скалното образувание е уникално с причудливата си форма, която напомня за лъвска глава. Тя остава над водата през пролетните пълноводни месеци, когато реката покрива прилежащата площ. Местното население разказва легендата за Крали Марко, който е можел да повдигне тази скала с малкия пръст на ръката си.